# Радл, Эмануэль
Эмануэль Радл (чеш. Emanuel Rádl; 21 декабря 1873[…], Пишели[…] — 12 мая 1942[…], Градчаны, Прага) — чешский биолог и оригинальный философ-виталист, убежденный сторонник критического реализма Масарика и противник позитивизма.

## Краткая биография
Радл родился в большой семье лавочника, учился в гимназии в Бенешове и в Домажлице и по просьбе моей матери вступил в новициат в Августинский орден, где провел два года. Однако вскоре он оставил его, несколько пренебрегнув Католической церковью, позже перешел в протестантизм и стал одним из его ведущих теоретиков.
Эмануэль изучал биологию в Карловом университете и окончил его в 1898 году. Затем работал ассистентом на философском факультете Карлова университета, был преподавателем гимназии в Пльзене, Пардубице, а с 1902 года в Праге, гимназии в Ечне (1902-19). В 1904 году он стал преподавателем зоологии и истории биологических наук, а с 1919 года ординарным профессором естественной философии. В 1922 году он совершил кругосветное путешествие, после него, Радл написал книгу «Запад и Восток». В 1934 году он участвовал на 8 международном философском конгрессе в Праге, но в 1935 году его тяжелая болезнь лишила его общественной жизни. Он умер в полной домашней изоляции и под давлением военного положения.

## Учёный-естествоиспытатель
На первом этапе своей жизни они занимались широким спектром научных дисциплин, от минералогии до этологии, в частности, развитием нервной системы и зрения. Его работы по фототропизму создают научную этологию в Чехии. На международном уровне его работы известны своей историей биологических теорий основывающееся на теориях Ханса Дриша, которые были первоначально опубликованы на немецком языке (1913 и 1970 году), затем на английском (1930 и 1988 году) и испанском языках (1931); полное чешское издание было опубликовано в 2006 году. Но уже в начале XX века его интерес стал больше к философии, общественным делам и религии. Во время Первой мировой войны он перешел в протестантизм и под влиянием Масарика и стал заниматься общественными делами.

## Философ
Его радикальные взгляды на научную честность, социальную справедливость, свободу человека и национальный вопрос часто противоречили мнению большинства, и даже в университете у него были конфликты с некоторыми из своих коллег. В науке, критиковал современное научное мышление, в частности, немецкую натурфилософию, и упрекал её в том, что она избегает принимать личные установки и вопросы истины и морали. В книге «Война чехов с немцами», Эмануэлем критикуется современный национализм, как чешский, так и немецкий, а также национальная политика Чехов по отношению к немецкому меньшинству. Радл выступал против идеи «национального государства». Он был одним из первых, кто заметил опасность «немецкой революции» и нацизма. В небольшой книге «Герой нового времени» подчеркивает значение Масарик как философа и человека.
Его последняя и самая известная книга «Утешение философии», которую он написал уже в тяжелом состоянии и депрессии от политического развития, в заботах о будущем Европейского человечества, является великой декларацией верности ценностям истины и добра. Общество охарактеризовало Радла после его смерти «Дон Кихот чешской философии».

## Убеждения
После создания Чехословакии в 1918 году, он почувствовал большую ответственность за дальнейшее развитие демократического государства и как ученый и философ. После идеологического разрыва со Зденеком Неедлом, он долгое время работал с евангельским теологом Йозефом Громадкой. Он вел дискуссии о «значении чешской истории», выступал с критикой позитивистской концепции истории. Он читал лекции и опубликовал десятки брошюр и статей на актуальные социальные темы, например: о социальной и национальной справедливости, концепции демократии, против расовых теорий и антисемитизма и в защиту западной концепции свободы человека.
Как спасти цивилизацию от разрушения? Это безнадёжный вопрос нашего времени, тем более отчаявшиеся люди не чувствуют опасности.

## Произведения
- О морфологическом значении двойных глаз у членистоногих (1901)
  - O morfologickém významu dvojitých očí u členovců (1901)

- Новые наблюдения над фототропизмом животных (английский 1902, немецкий 1903)
  - Nová pozorování o fototropismu zvířat (česky 1902, německy 1903)
- История теорий развития в биологии 19 века (немецкий 1905 и 1909, 2. издание 1913 года; чешское 1909 и 2006 годов)
  - Dějiny vývojových teorií v biologii 19. století (německy 1905 a 1909, 2. vydání 1913; česky 1909 a 2006)
- Масарик и Ницше (1910)
  - Masaryk a Nietzsche (1910)
- Новое учение о центральном нерве (1911, немецкий 1912)
  - Nová nauka o ústředním nervstvu (1911, německy 1912)
- Научные и философские соображения (1914)
  - Úvahy vědecké a filosofické (1914)
- Романтическая наука (1918)
  - Romantická věda (1918)
- Т. Г. Масарик, первый президент (1919)
  - T. G. Masaryk, první president (1919)
- Масариковский идеал современного героя (1920)
  - Masarykův ideál moderního hrdiny (1920)
- О нашей нынешней философии (1922)
  - O naší nynější filosofii (1922)
- Современное суеверие и так называемая оккультная наука (1923)
  - Moderní pověra a tak zvané okultní vědy (1923)

- Запад и Восток. Философские размышления о путях (1925)
  - Západ a Východ. Filosofické úvahy z cest (1925)

- О смысле нашей истории (1925)
  - O smysl našich dějin (1925)
- Христианство после войны в мире и с нами (1925)
  - Křesťanství po válce ve světě a u nás (1925)
- Современная наука. Его сущность, методы, результаты (1926)
  - Moderní věda. Její podstata, methody, výsledky (1926)
- Война Чехов с немцами (1928)
  - Válka Čechů s Němci (1928)
- История философии I (античность и средние века) и II (new age) (1932 и 1933)
  - Dějiny filosofie I. (starověk a středověk) a II. (novověk) (1932 a 1933)
- Современное состояние философии и психологии (1933)
  - Dnešní stav filosofie a psychologie (1933)
- О германской революции (1933)
  - O německé revoluci (1933)
- Политическая идеология судетских немцев (1935)
  - K politické ideologii sudetských Němců (1935)
- Наука и вера у Коменского (1939)
  - Věda a víra u Komenského (1939)
- Утешение философии (1946)
  - Útěcha z filosofie (1946)